# 獨化論
獨化論由中國魏晋時代的哲學家郭象所提出的中國哲學理論，是郭象從注解《莊子》時所得出的核心思想。

## 獨化的涵義
「獨」指個體，一切萬事萬物的個體，自存、自足、自立、自由、自生、自己的存在狀態。「化」就是形容這種活動的變化。
「獨化」就是一個絶對的個體活動變化。郭象不但肯定萬事萬物有其個體性，而且他所言的個體性乃一絕對個體，具有完全自足的價值。

### 郭象的「宇宙論」
郭象先從萬事萬物來源了解：萬物從何而生？答案是：萬事萬物乃自生。郭象說：「無既無矣，則不能生有；有之未生，又不能為生。然則生生者誰哉？塊然而自生耳。」（郭象注〈齊物論〉）
萬事萬物自生，非由有生，非由無生，所以郭象不認為天地萬物有造物者。(「上知造物無物﹐下知有物之自造」〈莊子序〉)
他將生的活動能力還歸個體，還個體最高自由。

### 取消宇宙論的「宇宙論」
一切個體在郭象眼中全部自生，其存在就是在一種混沌不測的狀態下自足自立地存在。
既然無待，因此一切事物的生成不用依賴其他條件，它自身就是一獨立自存自足的個體，所以這種哲學到最後取消宇宙論。因為宇宙論就是找尋根源，找尋萬事萬物的第一因。

## 觀念出處
世或謂罔兩待景，景待形，形待造物者。請問：夫造物者，有耶無耶？無也？則胡能造物哉？有也？則不足以物眾形。故明眾形之自物而後始可與言造物耳。是以涉有物之域，雖復罔兩，未有不獨化於玄冥者也。故造物者無主，而物各自造，物各自造而無所待焉，此天地之正也。（《郭象注莊》）